# Lista de pinturas na Casa-Museu Dr. Anastácio Gonçalves

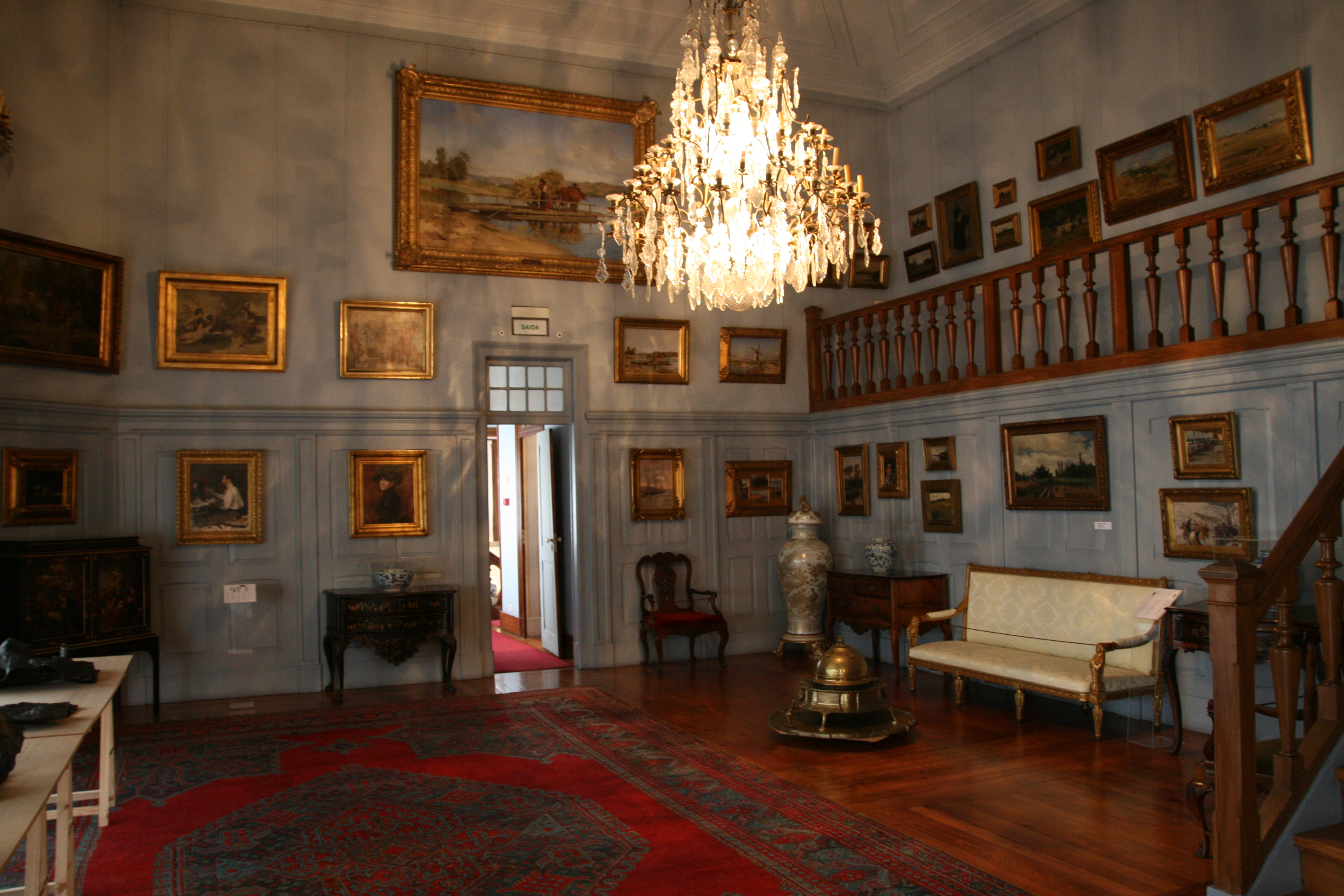
Sala na Casa-Museu Dr. Anastácio Gonçalves

Esta lista de pinturas na Casa-Museu Dr. Anastácio Gonçalves é uma lista não exaustiva das 
pinturas existentes na Casa-Museu Dr. Anastácio Gonçalves, não contendo assim todas as pinturas que fazem parte do acervo deste palacete lisboeta, mas tão só das que se encontram registadas na Wikidata.
A lista está ordenada pela data da publicação de cada pintura. Como nas outras listas geradas a partir da Wikidata, os dados cuja designação se encontra em itálico apenas têm ficha na Wikidata, não tendo ainda artigo próprio criado na Wikipédia.
A Casa-Museu Dr. Anastácio Gonçalves, em Lisboa, expõe o acervo artístico e de mobiliário reunido pelo Dr. António Anastácio Gonçalves. O conjunto com cerca de 3.000 obras de arte integra três grandes núcleos: pintura portuguesa dos séculos XIX e XX, porcelana chinesa e mobiliário português e estrangeiro, incluindo ainda outros núcleos designadamente de pintura europeia. Esta Casa-Museu conserva ainda um significativo conjunto documental e de desenhos, aguarelas e pequenos artefactos que pertenceram a Silva Porto.
| Imagem | Título                                                     | Criador                    | Data de Criação | Parte de | Descrito em |
| ------ | ---------------------------------------------------------- | -------------------------- | --------------- | -------- | ----------- |
|        | Alegoria aos Quatro Elementos                              | Jan Brueghel, o Velho      | século XVI      |          |             |
|        | Descida da Cruz. Lamentação                                | No/unknown value           | século XVI      |          |             |
|        | Paisagem com moinho                                        | Meindert Hobbema           | século XVII     |          |             |
|        | Vénus ao Espelho                                           | Vieira Lusitano            | século XVIII    |          |             |
|        | Floresta Fechada                                           | Gustave Courbet            | 1817            |          |             |
|        | Narciso                                                    | Gustave Courbet            | 1852            |          |             |
|        | Caminho da Mata (Sintra)                                   | Tomás da Anunciação        | 1865            |          |             |
|        | Margens do Oise                                            | António da Silva Porto     | 1874            |          |             |
|        | Rua de Barbizon                                            | António da Silva Porto     | 1874            |          |             |
|        | Mulher da Bretanha                                         | António da Silva Porto     | 1874            |          |             |
|        | Margens do Oise                                            | António da Silva Porto     | 1874            |          |             |
|        | Paisagem com cabana (França)                               | António da Silva Porto     | 1874            |          |             |
|        | A Infanta Margarida (cópia de óleo de Velásquez)           | António da Silva Porto     | 1874            |          |             |
|        | Nú (Itália)                                                | António da Silva Porto     | 1877            |          |             |
|        | Interior de Igreja (Igreja Matriz de Viana do Alentejo)    | João Vaz                   | 1877            |          |             |
|        | Rua do Castelo de Passignano (Itália)                      | António da Silva Porto     | 1877            |          |             |
|        | Interior de Igreja (Itália)                                | António da Silva Porto     | 1877            |          |             |
|        | Paisagem com Palácio da Pena                               | António da Silva Porto     | 1879            |          |             |
|        | As Lavadeiras. Tapada da Ajuda                             | António da Silva Porto     | 1879            |          |             |
|        | Lavadeira, Tapada da Ajuda                                 | António da Silva Porto     | 1879            |          |             |
|        | O pintor Silva Porto, estudo                               | Ramalho Júnior             | 1880            |          |             |
|        | Charneca Alentejana                                        | António da Silva Porto     | 1880            |          |             |
|        | Convite à Valsa                                            | Columbano Bordalo Pinheiro | 1880            |          |             |
|        | A Moliceira                                                | António da Silva Porto     | 1881            |          |             |
|        | Praia da Póvoa de Varzim                                   | António da Silva Porto     | 1881            |          |             |
|        | Praia de Póvoa de Varzim                                   | António da Silva Porto     | 1881            |          |             |
|        | Camponesa de Fointainebeau                                 | Columbano Bordalo Pinheiro | 1881            |          |             |
|        | Paisagem (com macieiras em flor e camponesa)               | António da Silva Porto     | 1881            |          |             |
|        | Paisagem (Torres Vedras)                                   | António da Silva Porto     | 1881            |          |             |
|        | Charneca de Belas                                          | António da Silva Porto     | 1881            |          |             |
|        | Malvaíscos                                                 | António da Silva Porto     | 1881            |          |             |
|        | Azenha do moinho (Estudo)                                  | António da Silva Porto     | 1881            |          |             |
|        | Paisagem com arvoredo e casas                              | António da Silva Porto     | 1881            |          |             |
|        | Primavera                                                  | António da Silva Porto     | 1882            |          |             |
|        | Pôr-do-Sol (Alcochete)                                     | António da Silva Porto     | 1882            |          |             |
|        | Retrato do Dr. Fortunato da Fonseca                        | Ramalho Júnior             | 1882            |          |             |
|        | Primavera                                                  | Alfredo Keil               | 1882            |          |             |
|        | Canoas (Setúbal)                                           | António da Silva Porto     | 1883            |          |             |
|        | Trecho difícil                                             | Columbano Bordalo Pinheiro | 1883            |          |             |
|        | Praça da Concórdia                                         | Ramalho Júnior             | 1883            |          |             |
|        | A Ceifa                                                    | António da Silva Porto     | 1884            |          |             |
|        | Vila do Conde                                              | António da Silva Porto     | 1884            |          |             |
|        | Senhora de preto                                           | Ramalho Júnior             | 1884            |          |             |
|        | Retrato de Prostes da Fonseca                              | Columbano Bordalo Pinheiro | 1884            |          |             |
|        | Moinho do Estevão, Alcochete                               | António da Silva Porto     | 1885            |          |             |
|        | Retrato do pintor António Ramalho                          | Columbano Bordalo Pinheiro | 1885            |          |             |
|        | No pátio                                                   | Columbano Bordalo Pinheiro | 1885            |          |             |
|        | Retrato do Sr. Mena Gomes                                  | Columbano Bordalo Pinheiro | 1885            |          |             |
|        | Mulher do campo costurando                                 | Columbano Bordalo Pinheiro | 1886            |          |             |
|        | Cabeça de estudo                                           | Veloso Salgado             | 1887            |          |             |
|        | O púlpito de S. João (Igreja de S. João Baptista de Tomar) | João Vaz                   | 1887            |          |             |
|        | Eira de Massamá                                            | António da Silva Porto     | 1887            |          |             |
|        | Manhã em Clamart                                           | Carlos Reis                | 1889            |          |             |
|        | Retrato do Senhor Cunha Vasco                              | Columbano Bordalo Pinheiro | 1890            |          |             |
|        | Praia (Honfleur)                                           | Eugène Boudin              | 1890            |          |             |
|        | Caminho, Coimbrões                                         | António da Silva Porto     | 1891            |          |             |
|        | Cancela, Serreleis (Minho)                                 | António da Silva Porto     | 1891            |          |             |
|        | Lugar do Prado (Santa Marta-Minho)                         | António da Silva Porto     | 1892            |          |             |
|        | Na Beira-Mar (Setúbal)                                     | António da Silva Porto     | 1892            |          |             |
|        | Barca de passagem em Serreleis, Minho                      | António da Silva Porto     | 1892            |          |             |
|        | Praia em Leça                                              | Ramalho Júnior             | 1892            |          |             |
|        | Retrato de Menina (D. Maria Ema Ferreira da Silva)         | Ramalho Júnior             | 1892            |          |             |
|        | Cabeça de Velho                                            | José Malhoa                | 1895            |          |             |
|        | Um canto de jardim                                         | Columbano Bordalo Pinheiro | 1896            |          |             |
|        | Aldeão junto a estábulo                                    | Columbano Bordalo Pinheiro | 1896            |          |             |
|        | A praia                                                    | João Vaz                   | 1900            |          |             |
|        | Paisagem com Barcos                                        | Stanislas Lépine           | século XIX      |          |             |
|        | Anta (arredores de Espinho)                                | João Marques de Oliveira   | 1900            |          |             |
|        | Menina sentada                                             | Columbano Bordalo Pinheiro | século XIX      |          |             |
|        | Busto de velho calvo                                       | Francisco Augusto Metrass  | século XIX      |          |             |
|        | A Aguadeira                                                | Miguel Ângelo Lupi         | século XIX      |          |             |
|        | Retrato de mendigo                                         | Ricardo Ruivo              | 1903            |          |             |
|        | Praia de Cascais                                           | Carlos I de Portugal       | 1906            |          |             |
|        | Poente, França                                             | Artur Alves Cardoso        | 1907            |          |             |
|        | Paisagem (Figueiró dos Vinhos)                             | José Malhoa                | 1908            |          |             |
|        | Marinha                                                    | João Marques de Oliveira   | 1908            |          |             |
|        | Cabeça de Homem                                            | José Malhoa                | 1913            |          |             |
|        | Praia das Maçãs (Estudo)                                   | José Malhoa                | 1919            |          |             |
|        | Rio Jamor                                                  | Mário Augusto              | 1926            |          |             |
|        | O rio Jamor                                                | Mário Augusto              | 1926            |          |             |
|        | Lavadeira                                                  | Mário Augusto              | 1927            |          |             |
|        | Casal da Várzea                                            | Mário Augusto              | 1931            |          |             |
|        | Retrato do Dr. Anastácio Gonçalves                         | José Malhoa                | 1932            |          |             |
|        | Os Cactos                                                  | Mário Augusto              | 1932            |          |             |
|        | Alhadas                                                    | Mário Augusto              | 1932            |          |             |
|        | Paris (Rue de la Voie Verte)                               | Mário Augusto              | 1932            |          |             |
|        | Londres (Charing Cross)                                    | Mário Augusto              | 1932            |          |             |
|        | À Tarde                                                    | Mário Augusto              | 1932            |          |             |
|        | Praia da Figueira da Foz                                   | Mário Augusto              | 1935            |          |             |
|        | O Arieiro                                                  | Mário Augusto              | 1938            |          |             |
|        | Paisagem                                                   | Artur Loureiro             | século XX       |          |             |
|        | Inundação da Ribeira de Santarém                           | José Malhoa                | século XX       |          |             |
|        | Azenha                                                     | Carlos Reis                | século XX       |          |             |

∑ 93 items.